# 4078-as busz
A 4078-as jelzésű autóbuszvonal Aggtelek és Kazincbarcika között húzódó helyközi vonal, amelyet a Volánbusz Zrt. üzemeltet Imola és Ragály érintésével.

## Útvonala
Aggtelek autóbusz-váróteremtől indul. A Baradla barlangjáról híres települést a szlovák határtól távolodva, Trizs felé hagyja el. A következő falu, Ragály vonalközi végállomás egyetlen tanítási napokon közlekedőnek. A tömegközlekedésileg zsákfalu, Imola minden alkalommal érintett (mintha olyan sok indítása lenne...), majd Zubogy iskolája felé keresztezi a községet és Felsőkelecsényt súrolja. A szomszédos Felsőnyárád követi, és a 3 kilométer hosszú Kurityánt is kiszolgálja. A vonal 28. kilométerén Szuhakállóba hajt be és a vele összenőtt Múcsonyba. Borsod-Abaúj-Zemplén megye 3. legnagyobb városában végállomásozik, Kazincbarcikán, de csak a Szent Flórián teréig közlekedik.
Ellentétes irányban nem közlekedik (ugyanilyen szerény adottságokkal rendelkező vonala ellentétes irányban: 4079-es busz).

## Közlekedése
Indítások csak tanítási napokon és szabadnapokon történnek, egy irányban. Egykoron nagyobb indításszámmal rendelkezett, kitérése miatt eltérő a számozása. A járásközpont és a határmenti falut a 4075-ös vonal köti össze.
| Viszonylat                                            | Indításszám | Közlekedési rend |
| ----------------------------------------------------- | ----------- | ---------------- |
| Aggtelek, aut. vt. ➝ Ragály, aut. ford.               | 1 oda       | tanítási napokon |
| Aggtelek, aut. vt. ➝ Kazincbarcika, Szent Flórián tér | 1 oda       | szabadnapokon    |

## Megállóhelyei
| 0  | Aggtelek, autóbusz-váróterem végállomás                        | 0.0 km  | 1034, 1054 4075, 4081, 4104, 4125, 4140 |
| 1  | Aggtelek, Kossuth utca barlang bejárati út                     | 0.6 km  | 1034, 1054 4075, 4079, 4081, 4104, 4125, 4140 |
| 2  | Trizs, községháza                                              | 6.6 km  | 1034, 1054 4075, 4079, 4104, 4140 |
| 3  | Trizs, alsó                                                    | 7.0 km  | 4075, 4079, 4104, 4140 |
| 4  | Imola, községháza                                              | 14.0 km | 3774, 4075, 4079 |
| 5  | Ragály, autóbusz-forduló vonalközi végállomás                  | 19.0 km | 1034, 1054 3774, 4075, 4079, 4104, 4140 |
| 6  | Ragály, Kossuth utca 89.                                       | 19.7 km | 3774, 4075, 4079 |
| 7  | Nyolcrendestanya                                               | 20.7 km | 3774, 4075, 4079 |
| 8  | Csemetekert                                                    | 21.7 km | 3774, 4075, 4079 |
| 9  | Zubogy, posta                                                  | 23.7 km | 1054 3774, 4075, 4079, 4188 |
| 10 | Zubogy, iskola                                                 | 24.1 km | 4075, 4079, 4188 |
| 11 | Zubogy, Ságvári Endre utca 22.                                 | 24.9 km | 4075, 4079, 4188 |
| 12 | Felsőkelecsény, állami gazdaság                                | 26.4 km | 3774, 4075, 4079, 4188 |
| 13 | Felsőkelecsény bejárati út                                     | 26.9 km | 1054 3774, 4075, 4079, 4188 |
| 14 | Felsőnyárád, autóbusz-váróterem                                | 29.8 km | 3774, 4070, 4075, 4079, 4188 |
| 15 | Felsőnyárád, iskola                                            | 30.5 km | 3774, 4070, 4075, 4079, 4188 |
| 16 | Felsőnyárád, dövényi elágazás                                  | 30.7 km | 1054 3774, 4070, 4075, 4079 |
| 17 | Kurityán, fűszerbolt                                           | 32.5 km | 3774, 4070, 4075, 4079 |
| 18 | Kurityán, községháza                                           | 33.1 km | 1054 3774, 4070, 4075, 4079 |
| 19 | Kurityán, egészségház                                          | 33.8 km | 3774, 4070, 4075, 4079 |
| 20 | Kurityán, habselyemgyár                                        | 34.2 km | 4070, 4075, 4079 |
| 21 | Kurityán, autóbusz-váróterem                                   | 34.8 km | 3774, 4070, 4075, 4079 |
| 22 | Kurityán, újtelep                                              | 35.5 km | 3774, 4070, 4075, 4079 |
| 23 | Winterbánya                                                    | 36.6 km | 3774, 4070, 4075, 4079 |
| 24 | Szuhakálló-Múcsony vasútállomás bejárati út                    | 37.7 km | 1054 3774, 4069, 4070, 4075, 4079 |
| 25 | Múcsony (Alberttelep), kultúrház                               | 38.2 km | 3769, 3774, 4069, 4070, 4075, 4079, 4080, 4081, 4082, 4083, 4084, 4095 |
| 26 | Múcsony, kazincbarcikai elágazás                               | 39.0 km | 3769, 3772, 4040, 4041, 4043, 4044, 4069, 4070, 4075, 4079, 4080, 4081, 4082, 4083, 4084 |
| 27 | Szeles IV. akna                                                | 40.4 km | 3772, 4040, 4041, 4043, 4044, 4069, 4070, 4075, 4079, 4080, 4081, 4082, 4083, 4084 |
| 28 | Kazincbarcika, VGV telep                                       | 42.1 km | 3769, 3772, 4040, 4041, 4043, 4044, 4069, 4070, 4075, 4079, 4080, 4081, 4082, 4083, 4084 személyvonat – Kazincbarcika alsó [92.] |
| 29 | Kazincbarcika, Szent Flórián tér autóbusz-váróterem végállomás | 42.8 km | 1054, 1369, 1384, 1410, 1411 3756, 3763, 3764, 3765, 3766, 3767, 3769, 3770, 3772, 3773, 4040, 4041, 4043, 4044, 4045, 4046, 4047, 4048, 4050, 4052, 4058, 4059, 4061, 4063, 4065, 4066, 4067, 4069, 4070, 4075, 4079, 4080, 4081, 4082, 4083, 4084, 4194 |